# Marc Perruchoud
Marc Perruchoud (Chalais, 25 agosto 1928 – 6 dicembre 2007) è stato un calciatore svizzero, di ruolo difensore.

## Carriera

### Club
Ha sempre giocato nel campionato svizzero.

### Nazionale
Ha collezionato 5 presenze con la propria Nazionale.